# Je Khenpo
De Je Khenpo is de geestelijke leider van Bhutan en hoofd van de boeddhistische kloostergemeenschap van dat land. Hij is verantwoordelijk voor de religieuze en kloosterzaken in Bhutan en wordt vereerd als een van de meest gerespecteerde personen in het land.
In de 16e eeuw verenigde de eerste Shabdrung, Ngawang Namgyal, Bhutan tot één land. Hij legde hij de basis voor het systeem waarin de wereldlijke macht en de geestelijk macht in Bhutan gescheiden werden. De druk desi werd de wereldlijke leider en de Je Khenpo de geestelijke leider. Na de invoering van het koningschap in 1907 werd de Je Khenpo een van de belangrijkste adviseurs van de koning.
De Je Khenpo wordt gekozen uit de zhung dratshang, de gezamenlijke assemblee van monniken. De 70ste en huidige Je Khenpo is Zijne Heiligheid Trulku Jigme Choedra.